# 中江ノ島
中江ノ島（なかえのしま）は、長崎県の平戸島と生月島双方から約2キロの沖合にある長さ400m、幅50mの無人島で、キリスト教が禁止された17世紀前半に平戸藩によってキリシタンの処刑が行われたことから、いわゆる隠れキリシタンの聖地となった。住所区分は平戸市下中野町に属すが、上陸は不可。文化財保護法による重要文化的景観「平戸島の文化的景観」に選定されており、2016年に世界遺産登録審査予定であった長崎の教会群とキリスト教関連遺産の構成資産「平戸島の聖地と集落」の対象でもあったが世界遺産の推薦は一時取り下げられ、改めて2018年の登録審査対象となった（2018年6月30日に長崎と天草地方の潜伏キリシタン関連遺産世界遺産登録が決定）。

## 概要
1612年（慶長17年）の江戸幕府による禁教令後となる1622年（元和8年）に平戸や生月で宣教し、現在の田平町で火刑に処せられたカミロ・コンスタンツォ神父に協力したヨハネ坂本左衛門とダミヤン出口が、次いでヨアキム川窪庫兵衛とヨハネ次郎右衛門、さらに二年後には坂本と出口の子供三人を含む家族も中江ノ島で処刑された。ヨハネ次郎右衛門は中江ノ島に向かう船の中で「ここから天国（パライソ）は、もうそう遠くない」と言ったと伝わる。こうしたことから隠れキリシタンの間で中江ノ島は聖地（天国への門）と見做されるようになり、「お中江様」「お迎え様」「サンジュワン様」などと呼ばれ島自体が信仰の対象となった。神父がいないため隠れキリシタンは「お授け（洗礼）」の儀式を自ら取り仕切ってきたが、その際に必要な「サンジュアンさまの御水（聖水）」を汲み取る「お水取り」の行事が行われる場所となり、平戸・生月のみならず西彼杵半島の三重村樫山からも授かりに来ていた。
中江ノ島は隠れキリシタンのオラショにも謡われている。
| 〽あー前はな 前は泉水やなあ 後ろは高き岩なるやな 前も後ろも潮であかするやなあ あーこの春はな この春はな 櫻な花かや 散るじるやなあ また来る春はなあ 蕾（つぼむ）開くる花であるぞやなあ オラショ「さん・じゅあん様の歌」 |

「お水取り」は「ご産待ち（クリスマス・イブ）」・「ご誕生（クリスマス）」・「上がり様（復活祭）」・「四十日目様（昇天祭）」・「十日目様（聖霊降臨祭）」といったキリスト教由来の祝日や急病人が出た際、また2000年代半ばに廃止となった初夏と晩秋に行われる「風止めの願立て」と「風止めの願成就」などに行われる。禁教時代は人目を避けるため夜半に渡島するか、日中であれば漁師の隠れキリシタンが漁の合間の休憩を装い上陸した。島へ向かう船上でもオラショが唱えられる。

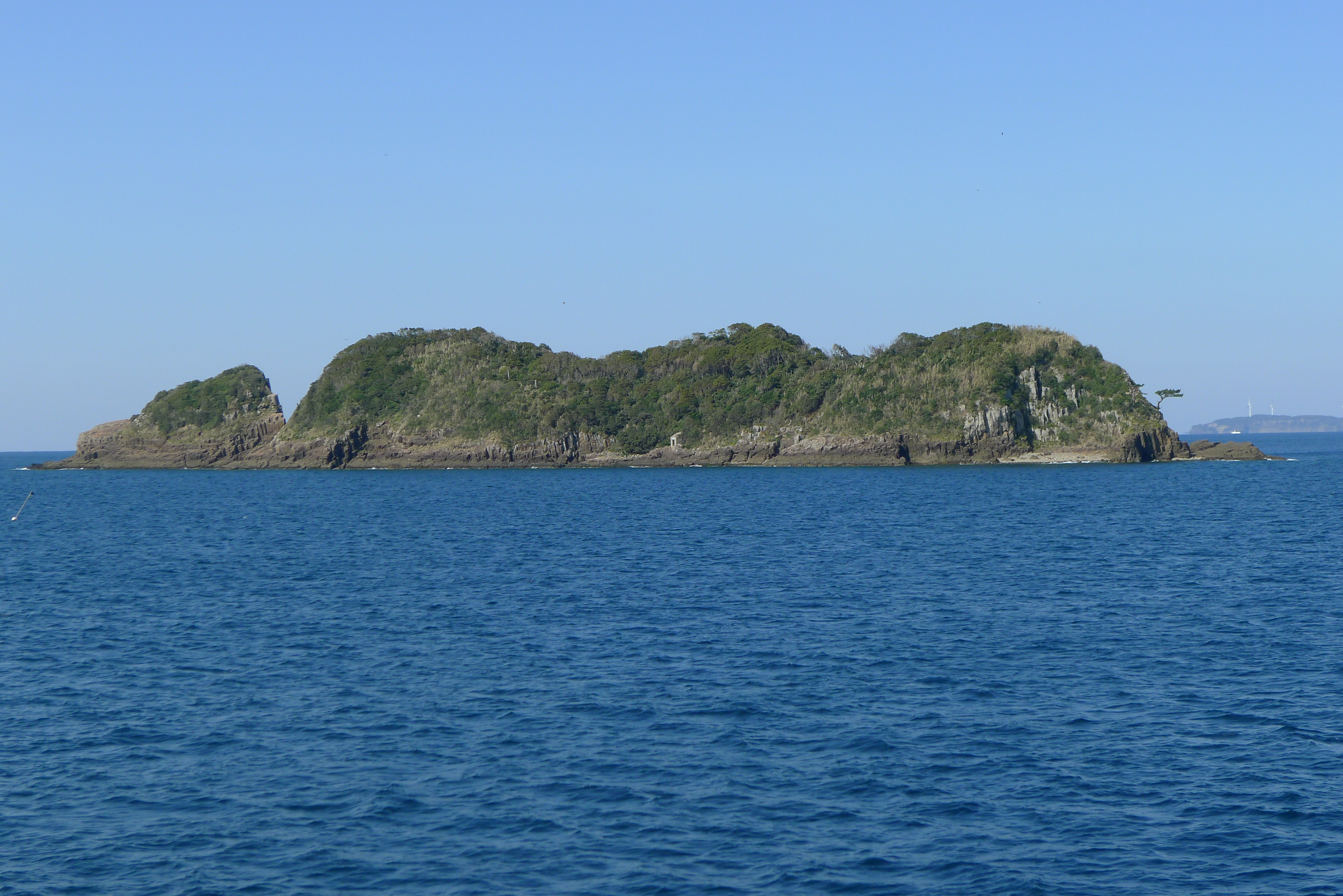
中江ノ島

島全体は岩場で、柱状節理を成す。上部には松や笹が生い茂り、北側は切り立った崖で、南面がわずかに開けており、そこに昭和初期に建立された殉教者を祀る祠があり、その先の岩の裂け目で「お水取り」が行われる。茣蓙を敷き蝋燭に火を灯し、聖体に見立てた神酒（ぶどう酒の代わり）と刺身（ホスチアの代わり）を盛った杯と皿を置いて祈り、裂け目に萱や葉を指して導管とし、一升瓶（昔は水瓶や壺）に繋いで滲み出る湧水（地元の言葉で「カワ」）を受ける。これが聖水である。採取された聖水は「お授け」や葬儀以外に「家清め（葬儀後の帰宅時）」「家祓い（隠れキリシタン以外の人の訪問後）」「野立ち（農作業開始時に田に撒く）」「餅ならし（餅つき＝正月の準備）」「新船の魂入れ（漁師のみ）」「仏壇の魂入れ（仏壇や神棚にロザリオなどを隠す際）」などに用いられる。
伝承では、どれだけ日照りでも聖水は枯れない、オラショを上げると聖水が溢れる、隠れキリシタン以外の人が訪れても聖水は湧かない、聖水は腐らない、採取した聖水は目減りしない、などと伝わる。
原則上陸不可ではあるが、2017年（平成29年）7月に平戸市がボランティアを募集して漂流・漂着ごみ の回収作業が行われた。
この節の参照・引用は全て外部リンク：